# Jagna
Jagna é um município de  terceira classe de renda municipal (d) na província Bohol, nas Filipinas. De acordo com o censo de 1 de maio  de  2020 possui uma população de 35 832 pessoas e 8 381 domicílios.